# Transsahara-Gürtel

Transsahra-Gürtel zwischen dem Westafrika-Kraton mit dem Tindouf-Becken südlich des Antiatlas sowie dem Sahara-Metakraton mit dem Tuareg-Schild und dem Togo-Benin-Nigeria-Schild

Der Transsahara-Gürtel stellt in der regionalen Geologie Afrikas ein System aus neoproterozoischen Falten- und Überschiebungsorogenen mit mehr als 3000 Kilometer (abgekürzt km) Länge dar. Es beginnt im marokkanischen Antiatlas und reicht bis an die Südatlantikküste von Benin.
Die geologische Entwicklung begann mit Grabenbruchbildungen und Öffnung von Ozeanen. Zwischen dem Ostrand des Westafrika-Kratons und der westlichen Flanke des Sahara-Metakratons breitete sich der Pharusische Ozean (engl.: Pharusian Ocean), auch Transsahara-Ozean genannt, aus. Ein weiterer, nicht benannter Ozean mit unbekannter Ausdehnung bildete sich am Nordrand des Westafrika-Kratons vor einer noch nicht definierten Landmasse (manchmal als Marokko-Kontinent bezeichnet). Bei anschließendem Abtauchen (Subduktion) von ozeanischen unter kontinentale Lithosphärenplatten entstanden neue, unterschiedliche Krustenblöcke, wie magmatische Inselbögen und Forearc- und Backarc-Becken. Die fortschreitende Verengung und Schließung der Ozeane führte zu Kollisionen und teilweisen Überschiebungen auf die Kontinentalränder mit orogener Auffaltung der Krusteneinheiten, Entwicklung von magmatischen Plutonen und Vulkanen sowie vulkano-sedimentären Ablagerungen. Heute sind große Gürtelbereiche unter sedimentären Schichten der Sahara, der Sahelzone und anderen Gebieten verborgen.
Die Hauptphase der Entwicklung fällt in die Zeit der Pan-Afrikanischen Orogenese und reicht von vor rund 800 bis 550 Millionen Jahren (abgekürzt mya).

## Lage und Erstreckung

Afrika mit den vom Transsahara-Gürtel berührten nordwestlichen bis zentralwestlichen Staaten

Der Transsahara-Gürtel tritt in Marokko, Algerien, Mali, Niger, Nigeria, Benin, Togo und Ghana zu Tage. Bis auf Nigeria, Benin, Togo und Ghana durchquert der Gürtel mit einer Länge von ca. 1800 km die Sahara, wodurch er seinen Namen erhielt.
Der Transsahara-Gürtel wird unterteilt in den südwest/nordost verlaufenden (streichenden) Antiatlas-Gürtel, den in quasi Nordsüdrichtung ausgerichteten Pharusischen Gürtel (engl.: Pharuside Belt), der von Algerien bis nach Mali reicht und den in Mali und Niger anschließenden südlichen Abschnitt, der den Namen Dahomeyide-Gürtel (engl.: Dahomeyide Belt) trägt. Dessen Aufschlüsse treten Westen von Nigeria, im Osten von Ghana, in Togo und in Benin auf, wo er am Golf von Guinea mit der Bucht von Benin zu Tage tritt und im Südatlantik ausläuft.
Geologisch bzw. geomorphologisch ist der Antiatlas-Gürtel Bestandteil des nördlich und östlich vorgelagerten Atlas. Der Pharusische Gürtel entwickelte sich zwischen der nordöstlichen Flanke des Westafrica-Kratons und dem Tuareg-Schild, während der Dahomeyide-Gürtel vom südöstlichen Rand des Westafrika-Kraton und der westlichen Zone des Togo-Benin-Nigeria-Schild begrenzt wird. Letztere Gürtel trennen somit den Westafrika-Kraton und dem Sahara-Metakraton.
Obwohl der Dahomeyide-Gürtel derzeit an der Küste des Atlantischen Ozeans ausläuft, kann seine Fortsetzung in der Provinz Borborema des Bundesstaates Paraíba im Nordosten Brasiliens nachvollzogen werden. Die Trennung dieser beiden Orogenabschnitte erfolgte während der Öffnung des Südatlantiks in der frühen Kreide ab 140 mya.

## Generelle geodynamische Entwicklung

Prinzipdarstellung eines Kontinentalblocks mit verschieden alten Grundgebirgskomplexen und deren sedimentärem Deckgebirge
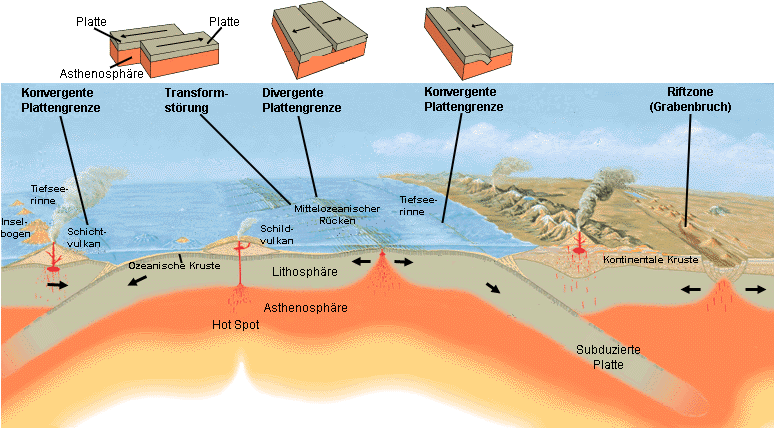
Prinzipdarstellung wesentlicher Prozessen entlang von Plattengrenzen
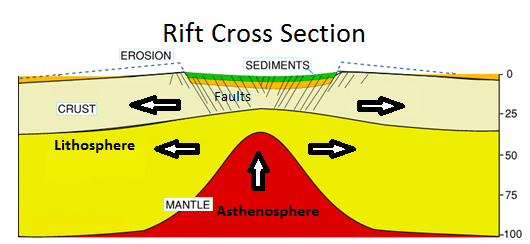
Prinzipdarstellung eines Grabenbruch in einer Kontinentalplatte
Prinzipdarstellung konvergierender Lithosphärenplatten mit Subduktion und Faltengebirge über der Kollisionszone
Prinzipdarstellung einer Subduktionszone mit den darin stattfindenden geologischen Prozessen
Prinzipdarstellung einer Subduktionszone mit Backarc-Spreizung
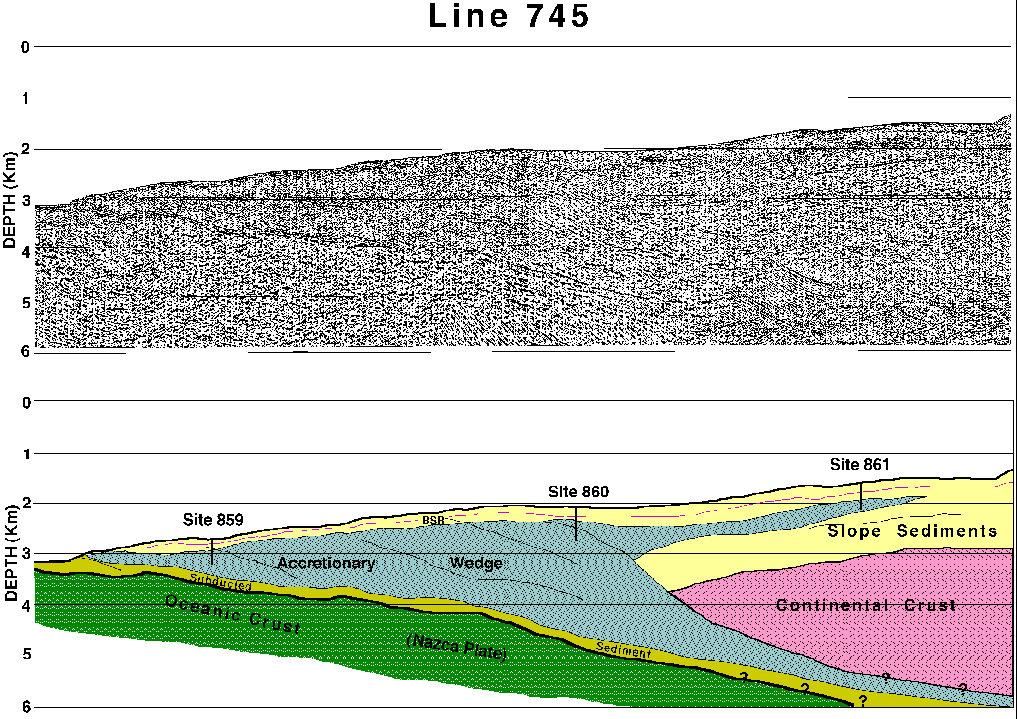
Prinzipdarstellung eines Akkretionskeils
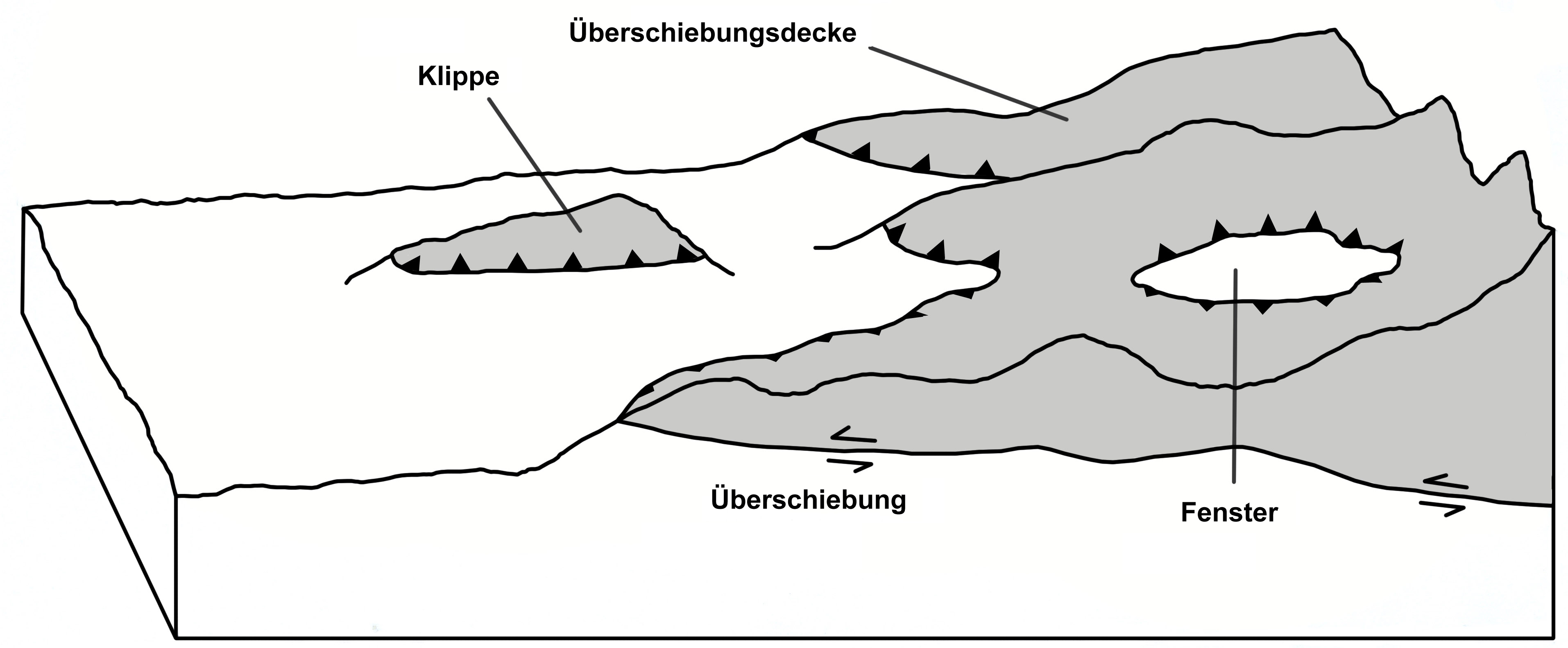
Überschiebungssystem mit Klippe, Überschiebungsdecke und Fenster
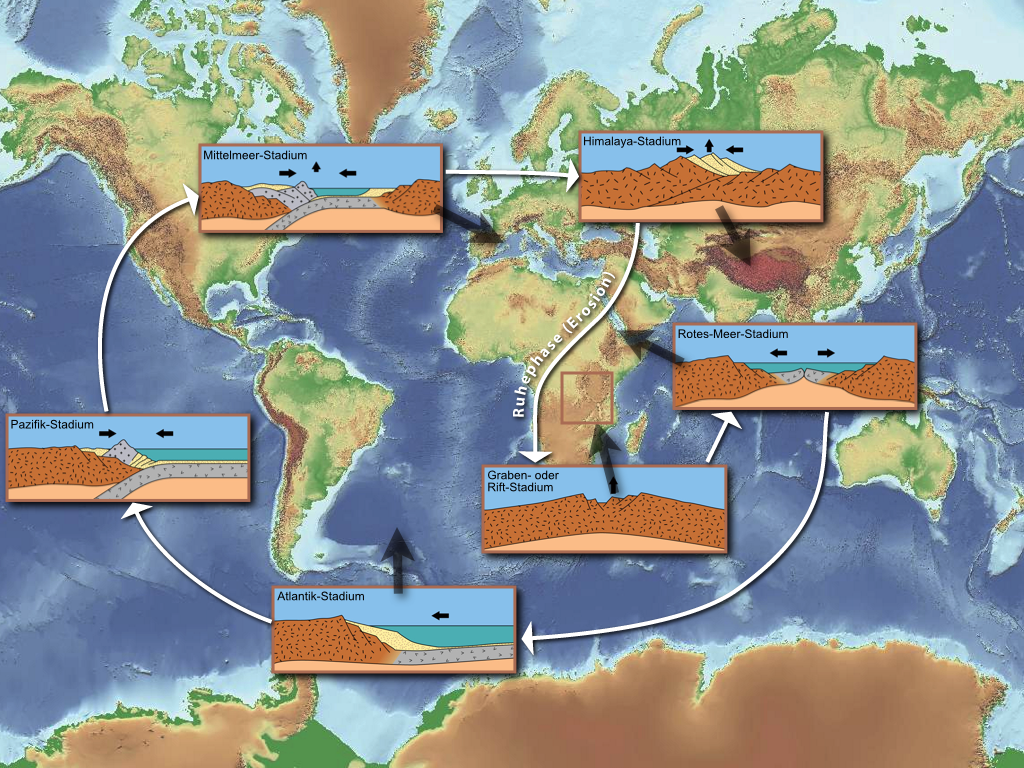
Stadien des Wilson-Zyklus am Beispiel rezenter Prozesse der Plattentektonik

Der Transsahara-Gürtel basiert überwiegend auf vor-neoproterozoischem Grundgebirge, das durch neoproterozoische pan-afrikanische Ereignisse regional stark überarbeitet wurde und anderen metamorph überprägten Krustenansammlungen.
Die geologische Evolution des Transsahara-Gürtels kann bis in die Entwicklungsphasen des Superkontinents Rodinia zurückverfolgt werden. Diese waren neben der Vereinigung von Kratonen und anderen Landmassen auch begleitet von Grabenbruchbildungen, die sich vielfach zu Ozeanbecken ausweiteten. In dem hier behandelten Kontext war es der Pharusische Ozean, der den Westafrika-Kraton vom Sahara-Metakraton trennte sowie ein noch nicht definierter Ozean an der Nordflanke des Westafrika-Kraton.
In der weiteren plattentektonischen Entwicklung invertierten die Bewegungen der Lithosphärenplatten von divergierende in konvergierende, was u. a. zur Subduktion ozeanischer Erdkruste führte. Hierdurch entwickelten sich neue Krustenausformungen und -bestandteile, wie Backarc- und Forearcbecken, juvenile Ozeanböden infolge Backarc Beckenspreizungen, magmatische Inselbogen-Suiten, Akkretionskeile und Sedimente unterschiedlicher Petrogenese. Kollisionen untereinander und mit den angrenzenden Kratonen bzw. Schilden oder anderen Landmassen, wie z. B. Mikrokontinenten oder Terranen. In komplexen Prozessen entstanden meist hohe Faltengebirge mit Überschiebungen und Aufschiebungen von Ophiolithen in Form von tektonischen Decken.
Einhergehend mit Subduktions- und Kompressionsprozessen waren die Metamorphose von Gesteinen in unterschiedlichen Ausprägungen sowie Magmatismus und Vulkanismus während und nach der Orogenbildung. In allen Entwicklungsphasen des Transsahara-Gürtels entstanden massive vulkano-sedimentäre Ablagerungen kontinentaler und mariner Herkunft, die sich oft in dehnungsbedingten Sedimentbecken anreicherten.
Die regionalen Kollisionen sind der Ausdruck der übergeordneten tektonischen Prozesse, die zur Formierung des Großkontinents Gondwana führten. Mit der vollständigen Schließung der Ozeane und Gebirgsbildung kamen diese Abläufe um 550 mya zum Abschluss. Der Transsahara-Gürtel durchlief einen kompletten Wilson-Zyklus.

## Geologische Strukturen, Gesteine

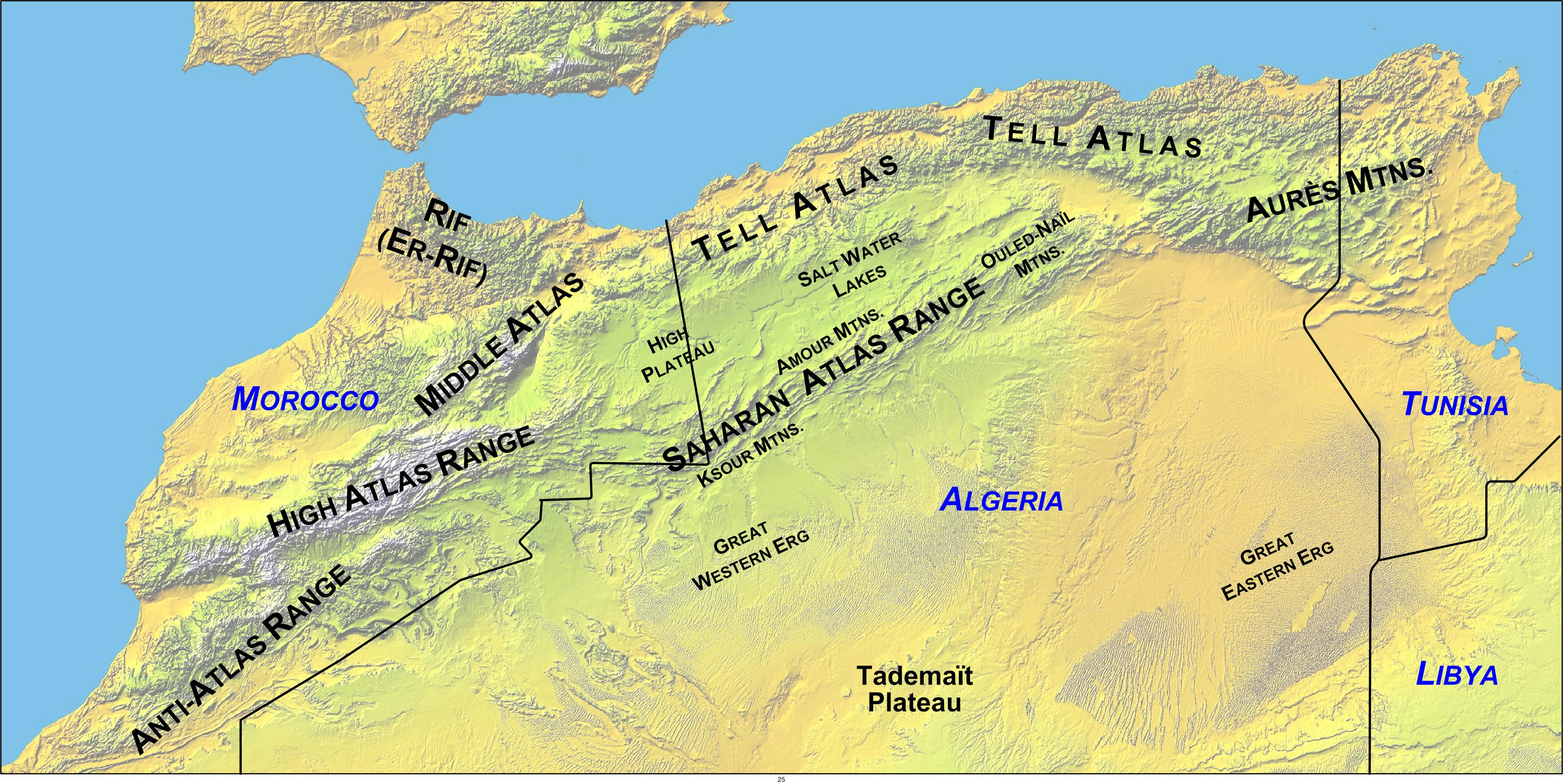
Antiatlas innerhalb der Gebirgszüge des Atlasgebirges

### Antiatlas-Gürtel
Die Evolution des Transsahara-Gürtel im Bereich des Antiatlasgebirges begann mit der Ausbildung eines Grabenbruchs und eines Ozeanbecken unbekannter Ausdehnung zwischen dem Westafrika-Kraton und einer unbekannten Festlandmasse (manchmal als Marokko-Kontinent bezeichnet). Nordwärts gerichtete Subduktion führte zu einer tektonischen Mélange, die im Antiatlas des südlichen Marokkos als Sirwa-, Sarhro- und Bou Azzer-El Graara-Inlier (Zeugenberge) zu Tage treten (siehe auch → Jbel Sirwa und → Jbel Sarhro). Sie stellen bedeutende geologische Einheiten bei der Formierung des Antiatlas dar. Krustendehnungen führten zur Ausbildung des rückseitigen (Retro-Arc-Beckens) Tindouf-Vorlandbeckens (engl.: Tindouf Basin). Dieses Becken nahm Molassen der aufgefalteten Krusteneinheiten auf. Die ältesten Gesteine entstammen dem Grundgebirge, das während der Eburischen Orogenese (engl.: Eburnean Ogrogeny) ab 2.200 mya gebildet wurde. Die Inlier werden lithostratigraphisch als geologische Gruppe definiert und stellen geologisch ein Fenster in einem Überschiebungssystem dar.
Während der um 788 mya vorherrschenden Grabenbruchphase lagerte sich am Nordrand des Westafrika-Kratons in einem seichten marinen Milieu eine früh-neoproterozoische vulkano-sedimentären Sequenz ab, die als Sirwa-Inlier oder Bléida-Gruppe bezeichnet wird. Sie besteht aus Quarziten, Dolomitgesteinen, eisenreichen Cherten (Jaspilliten), Schlammgesteinen und Basalten. In dieser gering überprägten Gruppe wurden die unteren Lagen durch tholeiitische Dolerite, Dykes und Lagergänge (Sills) durchdrungen.
Zwischen 750 und 700 mya bildete sich ein Ozeanbecken aus, und in einem nordwärts gerichteten Subduktionsmilieu entstanden magmatische Backarc- und Forearc-Becken mit Inselbogen-Komplexen. Die hoch- bis mittelgradig metamorph überprägten Tonalite und amphibolitischen Gneise haben ein Alter von 743 mya und entstammen der Basis dieser Komplexe. In einem Forearc-Becken lagerte sich die basale Formation des Sahrho-Inlier, bzw. der Sahrho-Gruppe vermutlich zeitequivalent mit Teilen des Sirwa-Inliers ab. Sie besteht überwiegend aus einer unteren Sequenz aus flyschartigen, turbiditen Grauwacken, in die geringfügig kalkalkalische andesitische Vulkanite sowie eine glaziale diamiktitische Schicht mit einem Alter von 700 mya eingeschaltet sind. Diese kann mit der globalen Sturtischen Eiszeit (um ca. 715 mya) korreliert werden. Die oberen Sequenzen setzen sich aus groben klastischen Arkosen und Konglomeraten zusammen. Diese stammen aus der Hebungs- und Erosionsphase der Inselbogen-Komplexe.
Von 660 bis 580 mya begann sich der Ozean infolge Subduktion nordwärts zu schließen, die Inselbogen-Komplexe kollidierten und wurden teilweise als Ophiolithe auf den Kratonrand so aufgeschoben, dass die Bléida-Gruppe von der Sahrho-Gruppe mit Auffaltung überfahren wurde. Die Gesteine der Inlier weisen niedergradige Verformungen und metamorphe Überprägungen bis hin zu Amphibolith-Fazies auf. Das älteste Gestein datiert auf 663 mya. Zwischen 614 und 575 mya intrudierten massive, zum Teil weiträumige Plutonite. In ihnen treten u. a. Gabbros, Granite, Rhyolithe, Diorite und Granodiorite auf.
Der Bou Azzer-El Graara-Inlier durchlief eine ähnliche Evolution wie die Sirwa- und Sahrho-Inlier. Die ältesten Gesteine bestehen aus granitischen Gneisen und metamorph überprägten Gabbros und haben ein Alter um 750 mya. Sie bildeten sich während einer Grabenbruchphase oder sind während der Aufschiebung des Inselbogens auf den Kontinentalrand entstanden. Auf dieser basalen Formation lagern Klasten und Carbonate einer Karbonatplattformsequenz. Oberhalb bildeten sich zwischen 654 und 641 mya Schichten aus Ultramafiten, Gabbros, Basalten sowie vulkanischen Klasten. Deren Geochemie ist typisch für magmatische Inselbogen-Gesteine. Darüber folgt eine klastisch sedimentäre Sequenz, der eine Ablagerungsfolge aus kalkalkalischen Andesiten, Daziten, vulkanoklastischen Gesteinen und schlecht sortierten Sedimenten bestehen, die der Ouarzazate-Gruppe zugeordnet werden. Während der Kollisionsphase wurden diese unter starker Deformation, Metamorphose und Faltenbildung als Ophiolithe auf den Rand des Westafrika-Kratons aufgeschoben. In die Ophiolithe intrudierten von 650 bis 646 mya kalkalkalische Granodiorite und Quarzdiorit.
Zwischen 580 und 550 mya setzte während eines Dehnungsregimes der Zerfall der aufgefalteten Orogenstrukturen mit Ausbildung eines Sedimentbeckens  ein. In dieses und auf dem Rand der Orogene lagerten sich mächtige vulkano-sedimentäre Sequenzen der Ouarzazate-Gruppe ab. Sie entstand infolge explosiver vulkanischer Aktivitäten und umfangreicher klastischer Sedimentationen. Aus einem Vulkankraterkomplex wurden ab 571 mya basaltische, andesitische und rhyolithtische Laven, dazitische Ignimbrite sowie Asche-Tuffe freigesetzt. Kryptovulkanismus erzeugte bis 556 mya Lagergänge und Dykes mit voluminösen Graniten und geringfügigen Gabbroanteilen. Ab 550 mya entwickelte sich das Tindouf-Vorlandbecken, in dem sich weitere umfangreiche Sedimente ablagerten.

### Pharusischer Gürtel

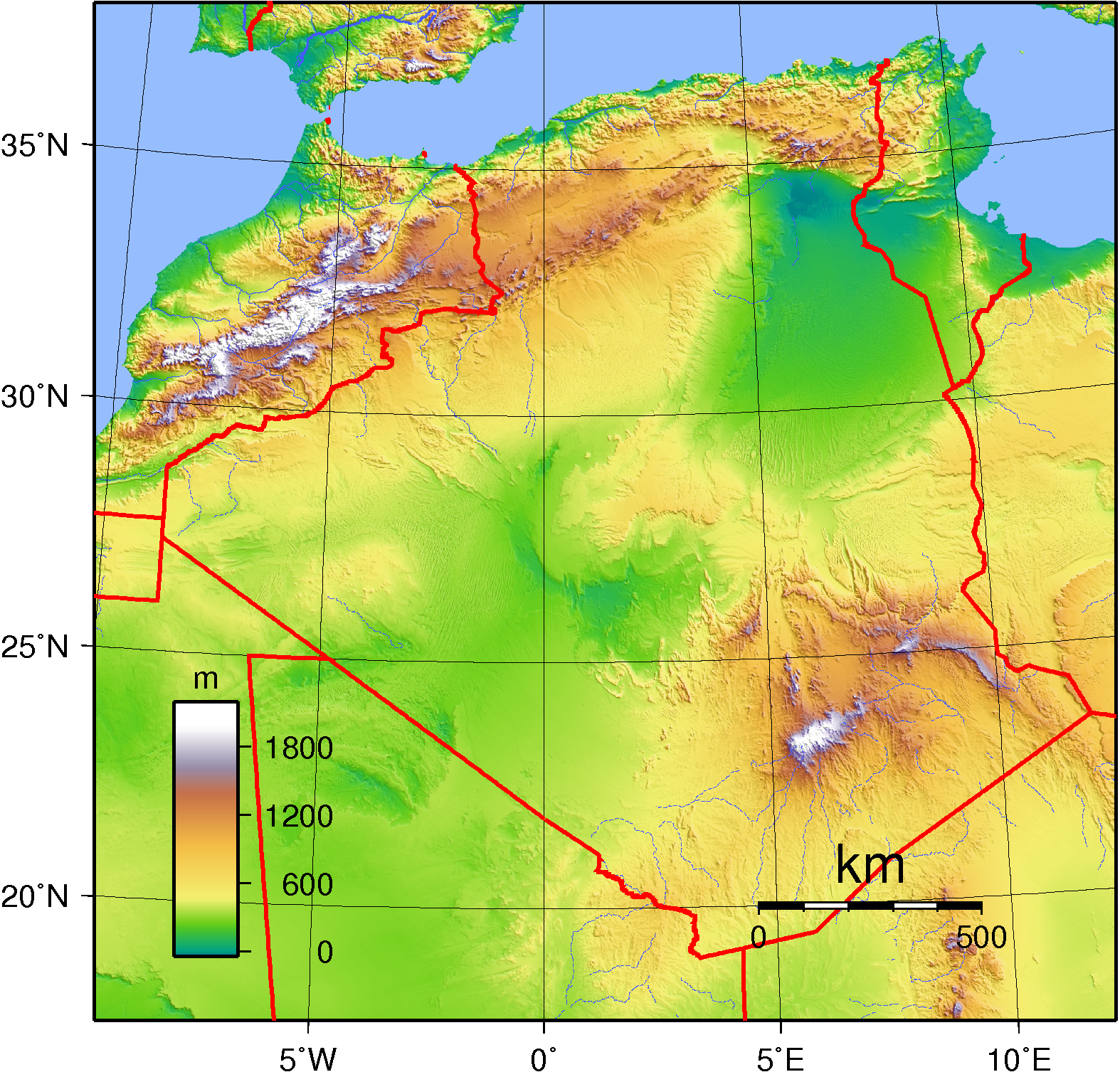
Topographie von Algerien mit dem zentralen Ahaggar im Südwesten und seinen Ausläufern Adrar des Ifoghas und Aïr
Region Adrar des Ifoghas im Südwesten von Algerien und Osten von Mali

Der Pharusische Gürtel schließt südlich an den Antiatlas-Gürtel an. Der Tuareg-Schild besteht aus dem zentralen Ahaggar (Hoggar) in Algerien, dem südwestlichen Adrar des Ifoghas in Mali, dem südöstlichen Aïr in Niger. Dieser Gürtel bildete sich ab ca. 1.000 mya während einer Grabenbruchphase mit marinem Einfluss zwischen dem Tuareg-Schild und dem Westafrika-Kraton. Mutmaßlich um 900 mya hatte sich der Pharusische Ozean ausgebildet, der sich vor ca. 800 mya mit Subduktion der Ozeankruste zu schließen begann.
Die Erstreckung des Pharusische Gürtels reicht von Algerien über Mali bis Niger mit einer Länge von ca. 800 km. Dieser pan-afrikanische Orogengürtel wird aufgeteilt in einen östlichen und einen westlichen Ast mit unterschiedlicher geologischer Prägung. Der östliche Ast entwickelte sich zwischen den zentralen und westlichen Zonen (Terranen) des Tuareg-Schildes, während der westliche Ast zwischen den westlichsten Terranen des Tuareg-Schildes und dem Westafrika-Kraton entstand.
- Der östliche Ast entstand während eines Dehnungsregims in einem marin beeinflussten intra-kontinentalen Grabenbruch zwischen den archaischen bis paläoproterozoischen LATEA- sowie IOGU- und IGU-Mikrokontinenten bzw. -Superterranen. LATEA ist Bestandteil der zentralen Zone des Tuareg-Schildes und besteht aus den namengebenden Terranen Laouni, Azrou-n-Fad, Tefestest und Egéré-Aleksod.[11] Am westlichen Rand von LATEA lagerten sich um 850 mya die frühneoproterozoischen Iskel-Inselbogenterrane an. IOGU (Iforas Quzzal Granulitic Unit) und IGU (Iforas Granultitic Unit) repräsentieren die westliche Zone des Tuareg-Schildes. Es wird vermutet, dass die östlich verlaufende Adrar-Verwerfung und die 4° 50’ –Scherzone im Westen der LATEA-Mikrokontnente diese Grabenbruchzone und damit auch den östlichen Ast markieren. Die Mikrokontinente wurden während der Pan-Afrikanischen Orogenese massiv überarbeitet. Das Kompressionsregime war zwischen ca. 690 und 650 mya begleitet durch westwärts gerichtete Subduktionen an den westlichen LATEA-Ränder und östlichen IOGU-Flanken. Damit einhergehend bildeten sich zwischen ihnen die vulkano-sedimentären Ablagerungen im östlichen Ast des Pharusischen Gürtels.
  - Im östlichen Bereich dieses Astes lagern sie unregelmäßig (diskordant) auf verschiedenen Plutonen und metamorphen Gesteinen des Iskel-Grundgebirges. Die basale Serie besteht aus einer bis zu 1,5 km mächtigen Konglomeratschicht unterschiedlicher Herkunft mit einer Arkosematrix. Darin enthalten sind kantige Gesteinstrümmer (Brekzien) aus andesitischen und rhyodazitischen Lavaströmen sowie Gesteine aus pyroklastischen Strömen. Die Geochemie lässt auf eine Entstehung an einen aktiven Kontinentalrand schließen. Darüber lagert eine bis zu 10 m dicke dolomitische Schicht, der eine bis zu 1 km mächtige Sequenz aus Schluff (Silt), Grauwacken und metamorphe Basalte (Metabasalte) folgt. Mutmaßlich könnte sich diese unter turbiditen Ablagerungsbedingungen gebildet haben.
  - Die westlichen Ablagerungspakete gründen wahrscheinlich auf dem Grundgebirge der IOGU-/IGU-Mikrokontinente und beinhalten Konglomerat-Ansammlungen unterschiedlicher Gesteinsarten. Diese entstammen dem Iskel-Grundgebirge und den darin enthaltenen Vulkaniten. In mehreren von Verwerfungen flankierten Becken sammelten sich Grauwacken an, die als alluviale Schwemmkegel entlang eines Reliefs gedeutet werden. Darüber bildeten sich chaotisch abgelagerte Olisthostrome aus Kalk- und Dolomitsteinen mit matrixgebundenen rotem Jaspis, Pyroxeniten und serpentinitischen Peridotiten sowie feingekörnte Metaarenite und bis zu kilometergroße Serpentinitscheiben und -blöcke. Darüber folgen Schichten aus Schluffen und Sandsteinen sowie bis zu 2 km mächtige Sequenzen aus verschieden zusammengesetzten vulkanischen Lavagesteinen und vulkanoklastischen Konglomeraten. In diese Ablagerungssequenzen intrudierten zwischen 652 und 523 mya mehrere voluminöse, bis zu mehreren 100 km lange, nord/süd-ausgerichtete Plutonite, Batholithe und Dykeschwärme mit meist granodioritischer und dioritischer Zusammensetzung oder wieder partiell aufgeschmolzene (siehe auch → Anatexis) Granite. Sie erzeugten Regionaldeformationen und -metamorphosen unterschiedlicher Ausprägungen.

- Der westliche Ast des Pharusischen Gürtels bildete sich anfänglich in einer intra-kratonischen, marin beeinflussten Senkungszone mit passiven Kontinentalrändern zwischen dem Westrand der IOGU- und IGU-Mikrokontinente mit den vorgelagerten Kidal- und Tassendjanet-Terranen, und der Ostflanke des Westafrika-Kratons. Dieser Bereich liegt in der heutigen Region Adrar des Ifoghas. Die basalen Ablagerungen bestehen aus einer mit Schlammgesteinen und Quarziten durchsetzten bis zu 6 km mächtigen stromatolithtischen Karbonatplattform aus Kalksteinen und Dolomitsteinen. Das Alter der darin enthaltenen Mikrofossilien reicht bis ca. 1.145 mya zurück. Massive subalkalische Magmatite verschiedener Zusammensetzung durchdrangen die Karbonatplattform. Die Geochemie dieser Gesteine deutet auf ein intra-kontinentales Grabenbruchmilieu hin. Lokal entwickelten sich auch mafische bis ultramafische partiell aufgeschmolzene Gesteine (Migmatite), die aufgrund ihrer Geochemie als Ozeanbodenabkömmlinge interpretiert werden und daher bereits beginnende Ozeanbodenspreizung anzeigen. Diese Spreizungsphase war zwischen 868 und 839 mya begleitet durch kalkalkalischen Vulkanismus und dioritisch-tonaltische Plutone und Batholithe.
  - Vor 730 mya subduzierte der Ozeanboden ostwärts unter den Westrand der Kidal- und Tassendjanet-Terrane. Bei dieser Ozean-Kontinentalkollision bildete sich eine aktive Zone aus. Zur Ablagerung kamen zuerst Schichten aus Metakonglomeraten unterschiedlicher Gesteinszusammensetzung, gefolgt von einer 3 km mächtigen Formation aus grünlichen, turbiditisch abgelagerten Grauwacken mit eingeschalteten basaltischen, andesitischen und dazitischen Vulkanoklasten und plutonischen Granitoiden. Als Liefergebiete kommen aktive Ränder und Plutonite in Frage. Daneben wurden dazitische Brekzien und mehrere hekto- bis kilometergroße Eruptivstöcke verschiedener Gesteinszusammensetzung aus explosivem vulkanischem Ursprung detektiert.
  - Zwischen 730 und 710 mya bildete sich der 100 km lange magmatische Tilemsi-/Adjel’Hoc-Inselbogenkomplex.[10] Dieser ist im Norden von Mali aufgeschlossen und wird im Osten durch die Tessalit-Anéfif-Scherzone zum Adrar des Iforas und im Westen durch die Tilemsi-Suturzone zum Westafrika-Kraton begrenzt. Der Inselbogenkomplex entstand aus ozeanischer Kruste und abgereichertem/verarmtem Mantelmaterial (siehe auch → Depletet (Morb) Mantle). Die älteste, basale Lage der Tilemsi-Ablagerungen besteht aus Sequenzen von Marmoren und Dolomitsteine, die von Vulkaniten verschiedener Zusammensetzung überdeckt ist. Basaltische Kissenlaven, verzahnt mit dazitischen Brekzien, repräsentieren Inselbogen-Tholeiite. Darüber folgen 3 km mächtige Einheiten aus Grauwacken vulkanischer Gesteinsprägung und Konglomerate mit turbiditischen Sedimentationsmerkmalen. Diese Ablagerungen wurden mehrfach von Dyke-Schwärmen intrudiert. Lokal überdecken Metapelite diese Formationen. Sie werden als glazimarine Ablagerungen interpretiert. Mehrere Plutone, wie Lakkolithe aus geschichteten Gabbros mit mittelozeanischer-Rücken-Affinität, Lopolithe aus Gabbro-Norite, Lagergänge aus Quarzdiorit sowie kalkalkalischen Granodioriten nahmen im Zeitraum von 726 bis 635 mya Platz. In einem Backarc-Becken bildete sich der magmatische Tafeliant-Backarcbogen zwischen dem Tilemsi-/Adjel’Hoc-Inselbogenkomplex und dem Kidal-Terran.
  - Mit fortschreitender Subduktion des Pharusischen Ozeanbodens kollidierten um ca. 630 mya der Inselbogenkomplex und der Backarcbogen mit dem aktiven Kidalrand unter Aufschiebung des Backarcbogens. Zwischen 620 und 600 mya dockte  der Tilemsi-/Adjel’Hoc-Inselbogenkomplex an den passiven Rand des Westafrika-Kratons an. Die Tilemsi-Suturzone repräsentiert diese Kollisionszone und grenzt den westlichen Ast des Pharusischen Gürtels vom Westafrika-Kraton ab.

### Dahomeyide-Gürtel

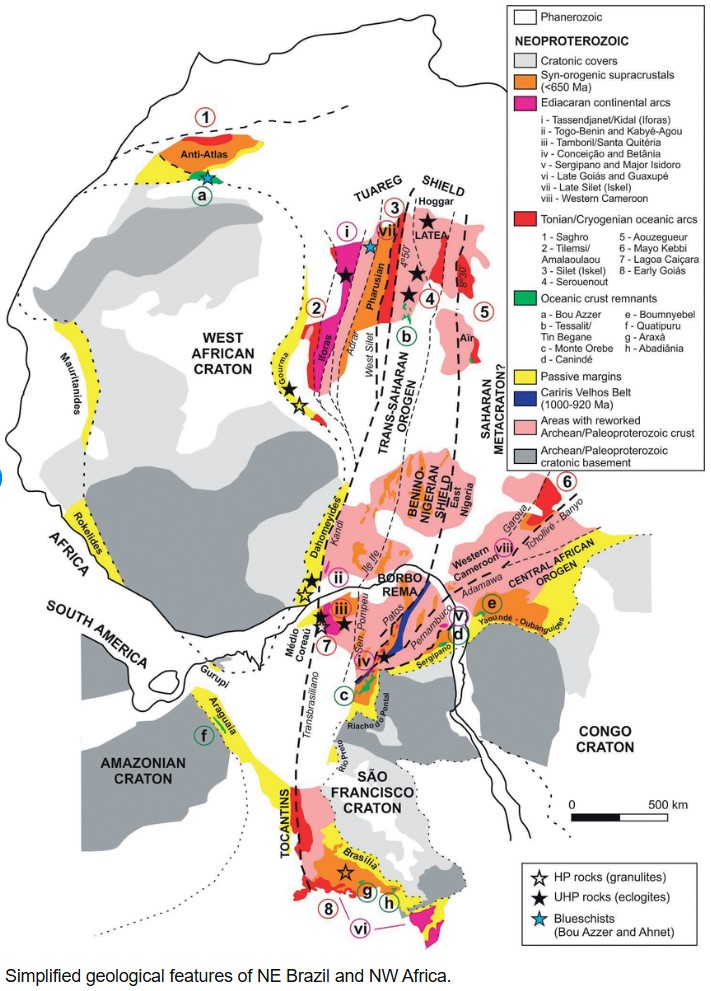
Geologische Strukturen im Nordosten Brasiliens und Nordwesten Afrikas mit dem afrikanischen Dahomeyide-Gürtel und der braslilianischen Borborema-Provinz

Der Dahomeyide-Gürtel ist ein in nord-südlicher Richtung verlaufender orogener Gürtel in den afrikanischen Ländern Togo und Benin. Im Westen grenzt er an das ghanaische Volta-Becken, welches am südöstlichen Rand des Westafrika-Kratons entstand. Die östliche Begrenzung bildet der Benin-Nigeria-Schildes, der größtenteils in Nigerias liegt. Zwischen den beiden erstreckte sich der Pharusische Ozean, durch dessen Schließung dieser Gürtel bis ca. 610 mya entstand. Dieser wird vom Kandi-Lineament durchzogen. In der regionalen Geologie Afrikas wird er dem Transsahara-Gürtel zugeordnet. Obwohl der Dahomeyide-Gürtel am Südatlantik ausläuft kann er in der Borborema-Provinz im brasilianischen Bundesstaat Ceará nachvollzogen werden, da der Benin-Nigeria-Schild und die Borborema-Provinz infolge der Pan-Afrikanischen Orgenese und der Brasiliano-Orogenese tektonischen Kontakt hatten. Diese Orogenesen führten zur Formierung Westgondwanas. Deren Trennung erfolgte während der Öffnung des Südatlantiks in der frühen Kreide ab ca. 135 mya.
Namengebend für diesen Gürtel war das ehemalige afrikanische Königreich Königreich Dahomey bzw. die Republik Dahomey, die später in Benin umbenannt wurde. Bei Togo und Benin grenzt er mit der Bucht von Benin am Golf von Guinea an den Südatlantik.

## Tektonische Entwicklung
Die geologisch-tektonische Evolution begann ab ca. 1000 mya an den Kontinentalrändern des Westafrika-Kratons und des brasilianischen während einer kontinental/marinen Grabenbruchphase im afrikanischen Pharusischen Ozean und dessen Verbindung mit dem südamerikanischen Goiás-Ozean. An diesem Kontinentalränder lagerten sich die afrikanischen Atacora-Gesteinseinheiten und vergleichbare Ablagerungen in der brasilianischen Borborema-Provinz ab. Um 800 mya setzte die Subduktion des Pharusischen Ozeans unter den Benin-Nigeria-Schild ein, die um ca. 610 mya mit Ausformung des Dahomeyide-Gürtels weitgehend abgeschlossen war.

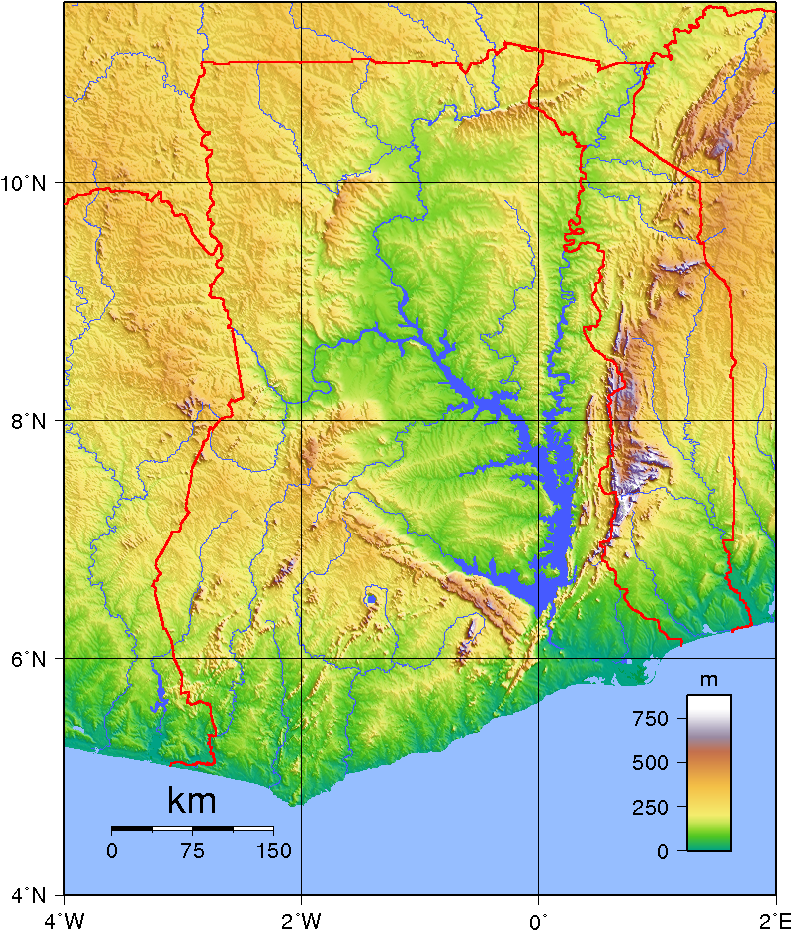
Topographie Ghanas mit dem Volta-Becken, dem Volta-Stausee und dem Togo-Atakora-Gebirge im Osten

Topografisch wird der Dahomeyide-Gürtel durch das Togo-Atakora-Gebirge dargestellt.
Tektonisch wird der Dahomeyide-Gürtel in drei Zonen strukturiert: Die westliche (external) Zone, die östliche (internal) Zone und die zwischen ihnen liegende (Dahomey) Suturzone.
Die westliche Zone entwickelte sich am passiven Rand des Volta-Vorlandbecken an der Südostflanke des Westafrika-Kratons. Die westlichen Zone stellt eine vulkano-sedimentäre ophiolithische Überschiebungsdecke aus sehr unterschiedlichen Gesteinsbestandteilen dar, die über die östlichen Ablagerungen des Volta-Beckens geschoben wurde. Sie ist in der heutigen Atakora-Gebirgskette und der Akwapim-Togo-Kette aufgeschlossen.
Diese schmale Suturzone trennt tektonisch die westliche von der östlichen Zone. Sie enthält petrologisch und metamorph sehr diverse mafische und ultramafische Gesteine wie Basalte, Eklogite, Granulite, Amphibolite und Karbonatite.
Die östliche Zone entspricht petrologisch etwa der westlichen Zone des Benin-Nigeria-Schildes sowie den östlichen Bereichen der Suturzone. Die in ihr enthaltenen Gesteine stammen von paläoproterozoischen Ausgangsgesteinen des Benin-Nigeria-Schildes ab. Längs durch die östliche Zone verläuft das bis zu 50 km breite Kandi-Lineament. Dieses erstreckt sich bis zum Tuareg-Schild und kann auch in der brasilianischen Borborema-Provinz detektiert werden.